# Football australien en Papouasie-Nouvelle-Guinée
Le football australien est introduit en Papouasie-Nouvelle-Guinée par les soldats australiens pendant la Seconde Guerre mondiale,. Depuis, ce sport est devenu populaire dans le pays et le pays a eu beaucoup de succès dans les compétitions internationales. Le sport est régi depuis 1978 par la Fédération de Papouasie-Nouvelle-Guinée de football australien (anglais : PNG Rules Football Council), et l'organisme de développement est l'AFL PNG depuis 2001. Il existe plusieurs compétitions de clubs dans le pays.
Le pays abrite la ligue la plus ancienne en dehors de l'Australie, le Port Moresby Australian Rules Football League (en), créée en 1955. Il abrite également l'équipe nationale football australien la plus décorée au monde.

## Équipes
- Équipe de Papouasie-Nouvelle-Guinée de football australien (les Mosquitos)
- Équipe de Papouasie-Nouvelle-Guinée féminine de football australien